# 香积寺塔 (陕西)
香积寺塔，位于中华人民共和国陕西省礼泉县城东25公里处的烽火镇刘家村香积寺内，是一座楼阁式砖塔，应建于唐末至宋朝时期。现为陕西省文物保护单位。

## 历史
相传香积寺塔是汉文帝思念母亲薄太后而修建的。因此在当地又名“薄太后塔”或“望母塔”。但从建筑风格，塔应为唐宋时期的建筑。1992年，香积寺塔由陕西省人民政府公布为第三批省级重点文物保护单位。

## 形制
香积寺塔为中空楼阁式塔，四角攒尖顶，底为正方形，共七级，以青砖砌筑，砖缝抹黄胶泥。塔高44米，底座四面外壁宽6.3米，壁厚1.99米。通身共开卷拱形门窗二十个，每层中部饰有栏杆平座，以砖镌斗栱承托，斗拱上有菱形叠涩出檐。